# District Attorney
Als District Attorney (Abkürzung D. A.) wird in den Vereinigten Staaten der Staatsanwalt bezeichnet, der die Strafgesetze eines Bundesstaates auf lokaler Ebene durchsetzt.
Wo eine Straftat vor Gericht nicht durch einen Bürger (Privat- oder Geschäftsleute) angeklagt wird, sondern durch eine Behörde (etwa Polizei, Zoll, Verfassungsschutz, Kartellamt, Umweltbehörde, Jugendbehörde), ist der Staat (beispielsweise District, County, State, City) der Ankläger. Der Staatsanwalt (District Attorney) tritt als dessen (dauerhaft beschäftigter) Rechtsvertreter auf. Je nach Bundesstaat gibt es unterschiedliche Bezeichnungen für dieses Amt, beispielsweise State’s Attorney, County Attorney, County Prosecutor. Meist ist ein District Attorney für jeweils ein County zuständig.
Der District Attorney ist in seinem jeweiligen Bezirk für die Verfolgung von Straftaten zuständig, die dem Recht des jeweiligen Bundesstaats unterfallen. Da die Strafgewalt in den Vereinigten Staaten hauptsächlich Sache der Bundesstaaten ist, verfolgen die District Attorneys in der Praxis die meisten Strafsachen. In 47 Bundesstaaten werden die District Attorneys vom Volk gewählt, in Alaska, Connecticut, New Jersey und im District of Columbia ernannt.
Assistant District Attorneys unterstützen den District Attorney. Manche District Attorneys unterhalten zusätzlich eine eigene Ermittlungseinheit mit Vollstreckungsbefugnissen, die je nach Bundesstaat County Detectives oder District Attorney Investigators heißt und meistens für die Ermittlungsarbeit in besonders schweren Straftaten zuständig ist.
Im Strafsystem der Vereinigten Staaten gibt es außerdem den United States Attorney (Bundesanwalt), der für die Durchsetzung des Bundesrechts auf lokaler Ebene zuständig ist. Ein solcher wird vom Präsidenten der Vereinigten Staaten mit Zustimmung des Senats für eine Amtszeit von vier Jahren ernannt.